# Newcastle (Nordirland)
Koordinaten: 54° 13′ N, 5° 53′ W

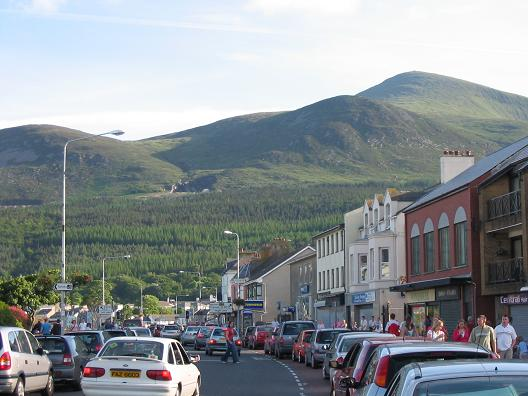
Blick von der Main Street zum Slieve Donard (2005)

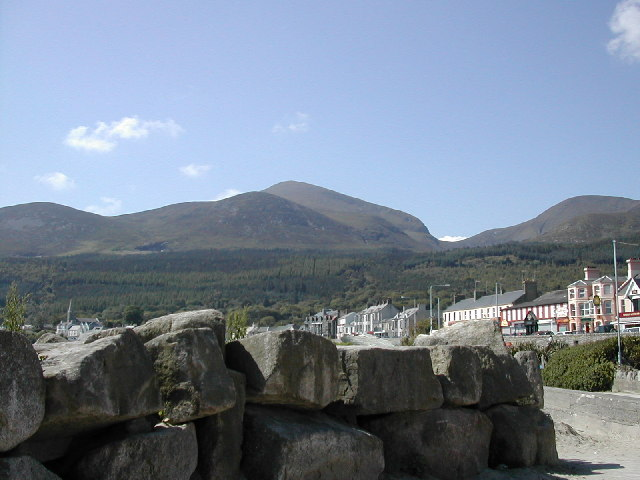
Newcastle vor den Mourne Mountains

Newcastle (irisch: An Caisleán Nua) ist eine Stadt an der Nordostküste Irlands in der historischen Grafschaft Down in Nordirland. Die Stadt gehörte zum aufgelösten District Down und gehört seit 2015 zum District Newry, Mourne and Down.

## Der Ort
Newcastle ist ein Seebad an der Irischen See am Fuß des Slieve Donard, des höchsten Berges Nordirlands und östlichsten Gipfels der Mourne Mountains, und ist über die A2 (major road) mit dem auch nahe der A1/M1 gelegenen Newry verbunden. Über Regionalstraßen beträgt die Entfernung zu dem westlich von Newcastle gelegenen Newry gut 30 Kilometer, über die A2 beläuft sie sich auf 48 Kilometer.
Der Name des Ortes geht auf ein im 19. Jahrhundert zerstörtes Schloss aus dem späten 16. Jahrhundert zurück, das an der Mündung des aus den Mourne Mountains kommenden River Shimna stand.
Beim Census 2001 wurde für Newcastle eine Einwohnerzahl von 7444 Personen ermittelt. Davon waren 69,3 % römisch-katholisch, während 28,4 % einen protestantischen Hintergrund hatten. Administrativ gehört Newcastle zum District Newry, Mourne and Down, parlamentarisch zu South Down. Während des Nordirlandkonflikts kam es in Newcastle nicht zu schweren Zwischenfällen.
An den Bahnverkehr war Newcastle von 1869 bis 1955 angeschlossen; im früheren Bahnhofsgebäude ist heute ein Lidl-Supermarkt untergebracht.
Newcastle hat eine Städtepartnerschaft mit New Ross im County Wexford (Republik Irland).

## Persönlichkeiten

### Söhne und Töchter
- Stephen Gilbert (1912–2010), Schriftsteller
- Paul Carson (* 1949), Kinderarzt und Autor

### Bewohner
- Martin Waddell (* 1941), Kinderbuchautor

### Musiker
- The Answer, Hard-Rock-Band aus Newcastle